# Oxberget

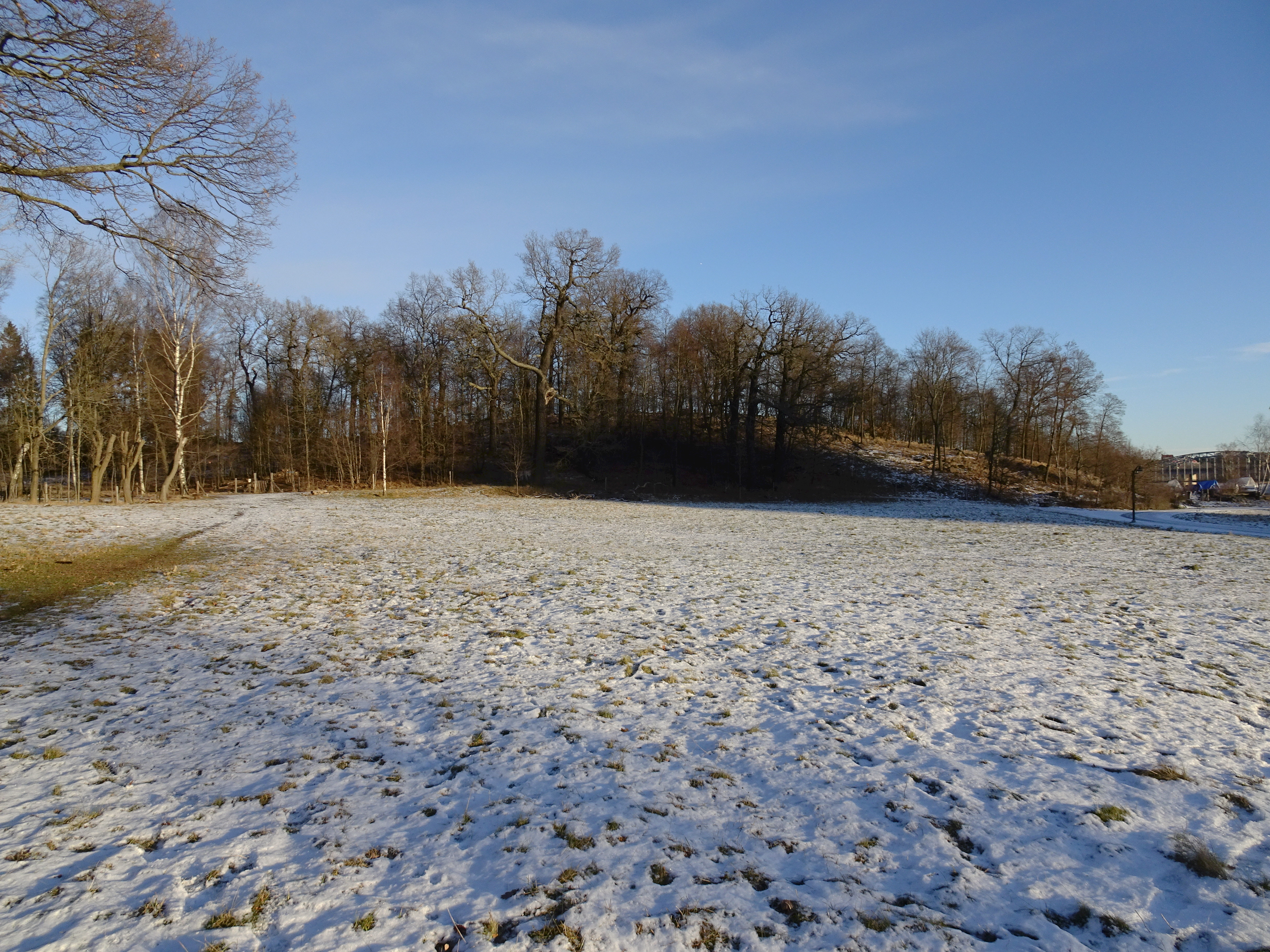
Oxberget sett från Fisksjöäng.

Oxberget (även kallat Oxbergsbacken eller Oxbergsudden) är ett berg på Norra Djurgården i Stockholm. På berget finns ett forntida röse.

## Läge

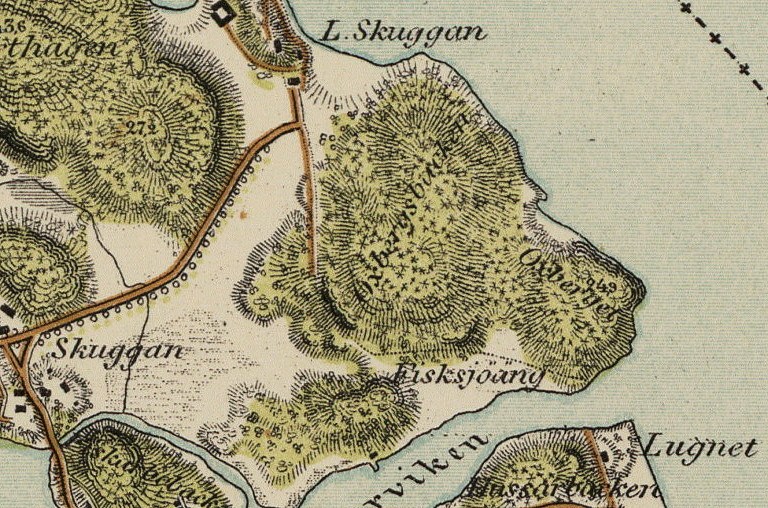
Oxberget, karta från 1861.

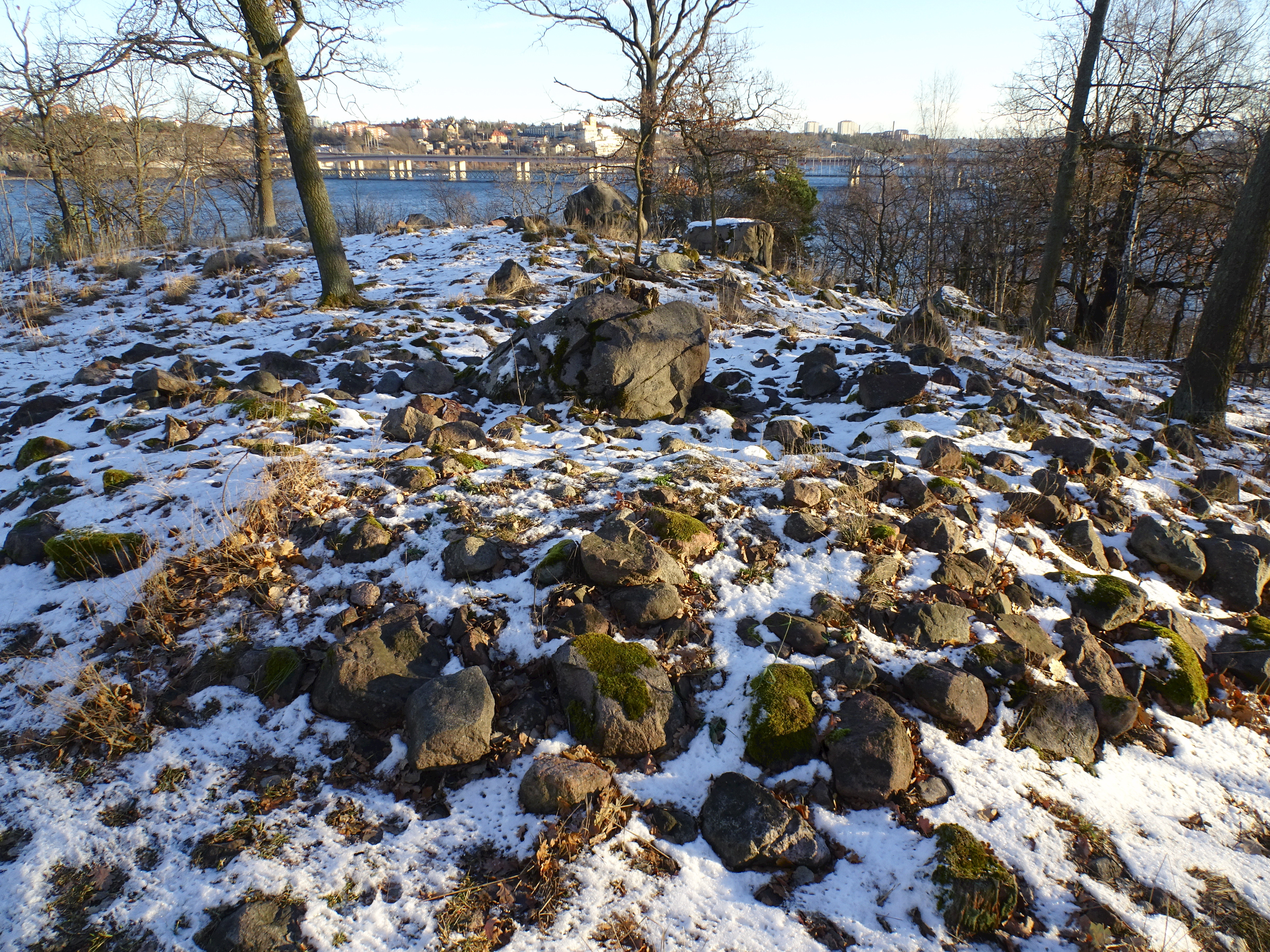
Röse, RAÄ-nummer Stockholm 11:1.

Oxbergsbacken ligger i östra änden av Fisksjöäng och begränsas i öster av Lilla Värtan och i söder av Husarviken. Mot nordväst vidtar området Lilla Skuggan. Oxbergsbacken består av två toppar där den södra är något högre med 25 meter över havet. Väster om Oxberget låg förr Oxebergsängen, senare kallad Skeppar Olofs äng, efter Gustaf Vasas skeppare Olof Eriksson (död 1555).

## Berget
Ett äldre namn är Oxabärgh och berget var ursprungligen en ö begränsad av Husarviken  i söder och ett sund vid nuvarande Lilla Skuggan. På grund av landhöjningen kom berget att växa samman med fastlandet. 
Med sitt läge intill Lilla Värtan hade berget på bronsåldern och vikingatiden strategisk och ceremoniell betydelse. På den södra kullen ligger ett bronstida röse (RAÄ-nummer Stockholm 11:1). Röset har en diameter av nio meter och en höjd av en knapp meter. I mitten finns ett 1,3 meter högt stenblock. Röset är skadat och delvis utplockat. 
Under åren 2015 till 2016 genomförde Kungliga Djurgårdens Förvaltning en restaurering av Oxbergets vegetation med utgångspunkt hur naturen kan ha sedd ut på 1500- och 1600-talen. Avsikten är att området ”skall upplevas som ett allt mer spännande och intressant tillskott för kulturlandskap och biologisk mångfalt”.